# Johann-Friedrich Konrad
Johann-Friedrich Konrad (* 25. Februar 1932 in Breslau; † 2. März 2015 in Dortmund) war ein deutscher evangelischer Theologe, Professor und Hochschullehrer für Neues Testament an der TU Dortmund.

## Leben
Konrad wurde am 25. Februar 1932 als Sohn des Theologen Joachim Konrad (1903–1979) und der Erzieherin Gisela Konrad, geb. Altmann (1903–1987), in Breslau geboren. Am 25. November 1970 wurde er Professor für Evangelische Theologie und ihre Didaktik an der Pädagogischen Hochschule Ruhr, welche 1980 in die Universität Dortmund, die heutige TU Dortmund, eingegliedert wurde. Diesen Lehrstuhl hatte er bis zu seiner Emeritierung am 1. März 1997 inne.

## Forschung
Konrad war im interreligiösen Dialog zwischen Juden, Muslimen und Christen tätig. Von 1978 bis 1992 gehörte er dem Vorstand und dem Theologischen Ausschuss der Gesellschaft für christlich-jüdische Zusammenarbeit Dortmund e.V. an, danach war er ihr Ehrenvorsitzender.
Antijüdische Tendenzen hat Konrad in seinen Forschungen zur Exegese
aufgezeigt, diese besonders im Evangelium nach Matthäus. Er weitete den Dialoggedanken sehr schnell auch auf den Islam aus. Als Pädagoge versuchte er diese Erkenntnisse in kindgerechter Form über Fabeln, Märchen und Puppenspiele zu vermitteln.
Zu seinen Aussprüchen gehört:

„In die Kirche wird der Jude Jesus erst wieder einkehren, wenn sie es schafft, ihre Theologie von Judenfeindschaft zu befreien“

Johann-Friedrich Konrad war verheiratet und hatte eine Tochter, die Schriftstellerin Susanne Konrad, und zwei Söhne. Er starb am 2. März 2015 in Dortmund.

## Werke
- Kalina und Kilian, Problemorientierter Religionsunterricht mit Handpuppen für Kindergarten und Grundschule, Gütersloh, Mohn, 1975, ISBN 9783579038971
- Seid klug wie die Schlangen, Ein Arbeits- und Vorlesebuch, Fabeln zur religiösen Erziehung, Gütersloh, Mohn, 1978, ISBN 9783579047256
- Hexen-Memoiren. Märchen entwirrt und neu erzählt, Reinbek bei Hamburg, Rowohlt 1986, ISBN 9783499157158
- Als Eva noch alleine war. Frauen der biblischen Urgeschichte erzählen, Stuttgart, Kreuz, 1983
- Puppenspiele mit Märchen. Für Kindergarten, Schule und Gemeinde, Gütersloh, Mohn, 1988